# Copa Mundial de Baloncesto Femenino de 2018
El XVIII Campeonato Mundial de Baloncesto Femenino, denominado a partir de esta edición Copa Mundial de Baloncesto Femenino, se celebró en la isla de Tenerife (España) entre el 22 y el 30 de septiembre de 2018, bajo la organización de la Federación Internacional de Baloncesto (FIBA) y la Federación Española de Baloncesto.
Un total de dieciséis selecciones nacionales de cinco confederaciones continentales compitieron por el título de campeón mundial, cuyo anterior portador era el equipo de los Estados Unidos, vencedor del Mundial 2014 celebrado en Turquía.
La selección de Estados Unidos se adjudicó la medalla de oro al derrotar en la final al equipo de Australia con un marcador de 56-73. En el partido por el tercer puesto el conjunto de España venció al de Bélgica por 67-60.

## Elección
Las federaciones de baloncesto de los siguientes dos países presentaron su candidatura para el campeonato: 
- España[4]
- Israel[5]

El 16 de diciembre de 2014, la FIBA en la reunión de su Consejo Central, eligió con 18 votos contra 5 la candidatura española, siendo así la primera vez que España acogió este evento.

## Clasificación
España, como país anfitrión, se clasificó automáticamente para el torneo en diciembre de 2014. En agosto de 2016, Estados Unidos sería el siguiente país en conseguir la clasificación automática al proclamarse actual campeona olímpica en los Juegos Olímpicos de Río de Janeiro 2016, tras vencer en la final a la selección española, la anfitriona del mundial. Las restantes 14 selecciones nacionales se decidieron durante los meses de junio, julio y agosto de 2017, a través de las diferentes competiciones continentales. Tras disputarse estas competiciones, las selecciones clasificadas para el campeonato mundial fueron las siguientes:
| Competición                                                            | Fecha                     | Sede                                        | Plazas | Equipos clasificados                   |
| ---------------------------------------------------------------------- | ------------------------- | ------------------------------------------- | ------ | -------------------------------------- |
| País anfitrión                                                         | 16 de diciembre de 2014   | –                                           | 1      | España                                 |
| Juegos Olímpicos                                                       | 20 de agosto de 2016      | Río de Janeiro · ( Brasil)                  | 1      | Estados Unidos                         |
| Campeonato Europeo                                                     | 16 – 25 de junio de 2017  | Praga y Hradec Králové · ( República Checa) | 5      | Francia Bélgica Grecia Turquía Letonia |
| Campeonato Asiático (Australia y Nueva Zelanda pertenecen a FIBA Asia) | 23 – 29 de julio de 2017  | Bangalore ( India)                          | 4      | Japón Australia China Corea del Sur    |
| Copa Americana                                                         | 6 – 13 de agosto de 2017  | Buenos Aires ( Argentina)                   | 3      | Canadá Argentina Puerto Rico           |
| Campeonato Africano                                                    | 18 – 27 de agosto de 2017 | Bamako ( Mali)                              | 2      | Nigeria Senegal                        |
| TOTAL                                                                  |                           |                                             | 16     | 16                                     |

## Sedes
| Foto | Fase    | Ciudad                     | Instalación                                  | Capacidad |
| ---- | ------- | -------------------------- | -------------------------------------------- | --------- |
|      | FG      | Santa Cruz de Tenerife     | Pabellón Municipal de Deportes Quico Cabrera | 4500      |
|      | FG y FF | San Cristóbal de La Laguna | Pabellón Insular Santiago Martín             | 5100      |

## Grupos
El sorteo de los grupos se llevó a cabo el 6 de febrero de 2018 en el Teatro Leal de San Cristóbal de La Laguna. Además de España, clasificada automáticamente como país organizador, los otros quince equipos participantes, que consiguieron su plaza mediante las diferentes competiciones organizadas por las confederaciones correspondientes, se dividieron en cuatro bombos. Tras el sorteo, los cuatro grupos quedaron de la siguiente manera:
| Grupo A       | Grupo B   | Grupo C     | Grupo D        |
| ------------- | --------- | ----------- | -------------- |
| Corea del Sur | Australia | Japón       | Letonia        |
| Grecia        | Turquía   | Puerto Rico | Estados Unidos |
| Canadá        | Argentina | Bélgica     | Senegal        |
| Francia       | Nigeria   | España      | China          |

## Fase de grupos
- Todos los partidos en la hora local de Islas Canarias (UTC+1).

El primero de cada grupo clasifica directamente para los cuartos de final, el segundo y tercero disputan primero una ronda de clasificación a cuartos.

### Grupo A
| Equipo        | J | G | P | PF  | PC  | DP  | PTS |
| ------------- | - | - | - | --- | --- | --- | --- |
| Canadá        | 3 | 3 | 0 | 234 | 173 | +61 | 6   |
| Francia       | 3 | 2 | 1 | 224 | 200 | +24 | 5   |
| Grecia        | 3 | 1 | 2 | 179 | 204 | -25 | 4   |
| Corea del Sur | 3 | 0 | 3 | 169 | 229 | -60 | 3   |

- Resultados

| Fecha | Hora  | Sede | Partido       | Partido | Partido       | Resultado |
| ----- | ----- | ---- | ------------- | ------- | ------------- | --------- |
| 22.09 | 13:30 | TEN  | Corea del Sur | -       | Francia       | 58-89     |
| 22.09 | 17:30 | CRI  | Grecia        | -       | Canadá        | 50-81     |
| 23.09 | 11:30 | CRI  | Canadá        | -       | Corea del Sur | 82-63     |
| 23.09 | 17:30 | CRI  | Francia       | -       | Grecia        | 75-71     |
| 25.09 | 13:30 | TEN  | Corea del Sur | -       | Grecia        | 48-58     |
| 25.09 | 20:30 | TEN  | Canadá        | -       | Francia       | 71-60     |

### Grupo B
| Equipo    | J | G | P | PF  | PC  | DP  | PTS |
| --------- | - | - | - | --- | --- | --- | --- |
| Australia | 3 | 3 | 0 | 260 | 175 | +85 | 6   |
| Nigeria   | 3 | 2 | 1 | 217 | 224 | -7  | 5   |
| Turquía   | 3 | 1 | 2 | 195 | 201 | -6  | 4   |
| Argentina | 3 | 0 | 3 | 150 | 222 | -72 | 3   |

- Resultados

| Fecha | Hora  | Sede | Partido   | Partido | Partido   | Resultado |
| ----- | ----- | ---- | --------- | ------- | --------- | --------- |
| 22.09 | 11:30 | CRI  | Australia | -       | Nigeria   | 86-68     |
| 22.09 | 14:00 | CRI  | Turquía   | -       | Argentina | 63-37     |
| 23.09 | 11:00 | TEN  | Argentina | -       | Australia | 43-84     |
| 23.09 | 20:30 | TEN  | Nigeria   | -       | Turquía   | 74-68     |
| 25.09 | 11:30 | CRI  | Australia | -       | Turquía   | 90-64     |
| 25.09 | 17:30 | CRI  | Argentina | -       | Nigeria   | 70-75     |

### Grupo C
| Equipo      | J | G | P | PF  | PC  | DP  | PTS |
| ----------- | - | - | - | --- | --- | --- | --- |
| Bélgica     | 3 | 2 | 1 | 233 | 176 | +57 | 5   |
| España      | 3 | 2 | 1 | 225 | 196 | +29 | 5   |
| Japón       | 3 | 2 | 1 | 217 | 220 | -3  | 5   |
| Puerto Rico | 3 | 0 | 3 | 150 | 233 | -83 | 3   |

- Resultados

| Fecha | Hora  | Sede | Partido     | Partido | Partido     | Resultado |
| ----- | ----- | ---- | ----------- | ------- | ----------- | --------- |
| 22.09 | 20:00 | CRI  | Japón       | -       | España      | 70-84     |
| 22.09 | 20:30 | TEN  | Puerto Rico | -       | Bélgica     | 36-86     |
| 23.09 | 13:30 | TEN  | Bélgica     | -       | Japón       | 75-77     |
| 23.09 | 20:00 | CRI  | España      | -       | Puerto Rico | 78-53     |
| 25.09 | 11:00 | TEN  | Japón       | -       | Puerto Rico | 69-61     |
| 25.09 | 20:00 | CRI  | Bélgica     | -       | España      | 72-63     |

### Grupo D
| Equipo         | J | G | P | PF  | PC  | DP  | PTS |
| -------------- | - | - | - | --- | --- | --- | --- |
| Estados Unidos | 3 | 3 | 0 | 289 | 231 | +58 | 6   |
| China          | 3 | 2 | 1 | 227 | 227 | 0   | 5   |
| Senegal        | 3 | 1 | 2 | 203 | 231 | -28 | 4   |
| Letonia        | 3 | 0 | 3 | 206 | 236 | -30 | 3   |

- Resultados

| Fecha | Hora  | Sede | Partido        | Partido | Partido        | Resultado |
| ----- | ----- | ---- | -------------- | ------- | -------------- | --------- |
| 22.09 | 11:00 | TEN  | Letonia        | -       | China          | 61-64     |
| 22.09 | 18:00 | TEN  | Estados Unidos | -       | Senegal        | 87-67     |
| 23.09 | 14:00 | CRI  | Senegal        | -       | Letonia        | 70-69     |
| 23.09 | 18:00 | TEN  | China          | -       | Estados Unidos | 88-100    |
| 25.09 | 14:00 | CRI  | Senegal        | -       | China          | 66-75     |
| 25.09 | 18:00 | TEN  | Letonia        | -       | Estados Unidos | 76-102    |

## Fase final
- Todos los partidos en la hora local de Islas Canarias (UTC+1).

Clasifican los tres mejores equipos de cada grupo; el primero pasa directamente a los cuartos de final, mientras que el segundo y el tercero tienen que disputar un partido de clasificación para los cuartos.
|  | Clasif. a cuartos | Clasif. a cuartos |         |                | Cuartos de final | Cuartos de final |        |              | Semifinales      | Semifinales      |  |  | Final            | Final            |
|  | 26 de septiembre  | 26 de septiembre  |         |                | 28 de septiembre | 28 de septiembre |        |              | 29 de septiembre | 29 de septiembre |  |  | 30 de septiembre | 30 de septiembre |
|  |                   |                   |         |                |                  |                  |        |              |                  |                  |  |  |                  |                  |
|  |                   |                   |         |                |                  |                  |        |              |                  |                  |  |  |                  |                  |
|  |                   |                   |         |                |                  |                  |        |              |                  |                  |  |  |                  |                  |
|  | Canadá            | 53                |         |                |                  |                  |        |              |                  |                  |  |  |                  |                  |
|  | Canadá            | 53                | España  | 63             |                  |                  |        |              |                  |                  |  |  |                  |                  |
|  |                   | España            | España  | 63             | 68               |                  |        |              |                  |                  |  |  |                  |                  |
|  | Senegal           | España            | 48      |                | 68               | España           | 66     |              |                  |                  |  |  |                  |                  |
|  | Senegal           |                   | 48      |                |                  | España           | 66     |              |                  |                  |  |  |                  |                  |
|  |                   |                   |         | Australia      | 72               |                  |        |              |                  |                  |  |  |                  |                  |
|  | Australia         | 83                |         | Australia      | 72               |                  |        |              |                  |                  |  |  |                  |                  |
|  | Australia         | 83                | China   | 87             |                  |                  |        |              |                  |                  |  |  |                  |                  |
|  |                   | China             | China   | 87             | 42               |                  |        |              |                  |                  |  |  |                  |                  |
|  | Japón             | China             | 81      |                | 42               | Australia        | 56     |              |                  |                  |  |  |                  |                  |
|  | Japón             |                   | 81      |                |                  | Australia        | 56     |              |                  |                  |  |  |                  |                  |
|  |                   |                   |         | Estados Unidos | 73               |                  |        |              |                  |                  |  |  |                  |                  |
|  | Bélgica           | 86                |         | Estados Unidos | 73               |                  |        |              |                  |                  |  |  |                  |                  |
|  | Bélgica           | 86                | Francia | 78             |                  |                  |        |              |                  |                  |  |  |                  |                  |
|  |                   | Francia           | Francia | 78             | 65               |                  |        |              |                  |                  |  |  |                  |                  |
|  | Turquía           | Francia           | 61      |                | 65               | Bélgica          | 77     | Tercer lugar | Tercer lugar     |                  |  |  |                  |                  |
|  | Turquía           |                   | 61      |                |                  | Bélgica          | 77     | Tercer lugar | Tercer lugar     |                  |  |  |                  |                  |
|  |                   |                   |         | Estados Unidos | 93               |                  |        |              |                  |                  |  |  |                  |                  |
|  | Estados Unidos    | 71                |         | Estados Unidos | 93               |                  |        |              |                  |                  |  |  |                  |                  |
|  | Estados Unidos    | 71                | Nigeria | 57             |                  |                  | España | 67           |                  |                  |  |  |                  |                  |
|  |                   | Nigeria           | Nigeria | 57             | 40               |                  | España | 67           |                  |                  |  |  |                  |                  |
|  | Grecia            | Nigeria           | 56      |                | 40               | Bélgica          | 60     |              |                  |                  |  |  |                  |                  |
|  | Grecia            |                   | 56      |                |                  | Bélgica          | 60     |              |                  |                  |  |  |                  |                  |

### Partidos de clasificación
5.º a 8.º lugar
| Fecha | Hora  | Partido¹ | Partido¹ | Partido¹ | Resultado |
| ----- | ----- | -------- | -------- | -------- | --------- |
| 29.09 | 11:30 | Francia  | -        | Nigeria  | 84-62     |
| 29.09 | 14:00 | Canadá   | -        | China    | 71-76     |

- (¹) – En San Cristóbal de La Laguna.

Séptimo lugar
| Fecha | Hora  | Partido¹ | Partido¹ | Partido¹ | Resultado |
| ----- | ----- | -------- | -------- | -------- | --------- |
| 30.09 | 11:30 | Canadá   | -        | Nigeria  | 73-72     |

- (¹) – En San Cristóbal de La Laguna.

Quinto lugar
| Fecha | Hora  | Partido¹ | Partido¹ | Partido¹ | Resultado |
| ----- | ----- | -------- | -------- | -------- | --------- |
| 30.09 | 14:00 | China    | -        | Francia  | 67-81     |

- (¹) – En San Cristóbal de La Laguna.

### Clasificación a cuartos de final
| Fecha | Hora  | Partido¹ | Partido¹ | Partido¹ | Resultado |
| ----- | ----- | -------- | -------- | -------- | --------- |
| 26.09 | 11:30 | China    | -        | Japón    | 87-81     |
| 26.09 | 14:00 | Nigeria  | -        | Grecia   | 57-56     |
| 26.09 | 17:30 | Francia  | -        | Turquía  | 78-61     |
| 26.09 | 20:00 | España   | -        | Senegal  | 63-48     |

- (¹) – Los primeros dos en Santa Cruz de Tenerife, los dos últimos en San Cristóbal de La Laguna.

### Cuartos de final
| Fecha | Hora  | Partido¹       | Partido¹ | Partido¹ | Resultado |
| ----- | ----- | -------------- | -------- | -------- | --------- |
| 28.09 | 11:30 | Estados Unidos | -        | Nigeria  | 71-40     |
| 28.09 | 14:00 | Australia      | -        | China    | 83-42     |
| 28.09 | 17:30 | Bélgica        | -        | Francia  | 86-65     |
| 28.09 | 20:00 | Canadá         | -        | España   | 53-68     |

- (¹) – Todos en San Cristóbal de La Laguna.

### Semifinales
| Fecha | Hora  | Partido¹ | Partido¹ | Partido¹       | Resultado |
| ----- | ----- | -------- | -------- | -------------- | --------- |
| 29.09 | 17:30 | Bélgica  | -        | Estados Unidos | 77-93     |
| 29.09 | 20:00 | España   | -        | Australia      | 66-72     |

- (¹) – En San Cristóbal de La Laguna.

### Tercer lugar
| Fecha | Hora  | Partido¹ | Partido¹ | Partido¹ | Resultado |
| ----- | ----- | -------- | -------- | -------- | --------- |
| 30.09 | 17:30 | España   | -        | Bélgica  | 67-60     |

- (¹) – En San Cristóbal de La Laguna.

### Final
| Fecha | Hora  | Partido¹  | Partido¹ | Partido¹       | Resultado |
| ----- | ----- | --------- | -------- | -------------- | --------- |
| 30.09 | 20:00 | Australia | -        | Estados Unidos | 56-73     |

- (¹) – En San Cristóbal de La Laguna.

## Medallero
| Estados Unidos | Australia | España |
| Sue Bird Tina Charles Layshia Clarendon Elena Delle Donne Brittney Griner Jewell Loyd Nneka Ogwumike Kelsey Plum Breanna Stewart Diana Taurasi Morgan Tuck A'ja Wilson | Rebecca Allen Alexandra Bunton Liz Cambage Katie Ebzery Cayla George Tessa Lavey Tess Madgen Eziyoda Magbegor Jenna O'Hea Alanna Smith Stephanie Talbot Samantha Whitcomb | Belén Arrojo Queralt Casas Anna Cruz Silvia Domínguez Laura Gil Astou Ndour Laura Nicholls Cristina Ouviña Laia Palau Beatriz Sánchez Alba Torrens Marta Xargay |
| Dawn Staley (seleccionador) | Sandy Brondello (seleccionador) | Lucas Mondelo (seleccionador) |

## Estadísticas

### Clasificación general
| 1. Estados Unidos (JO) |
| 2. Australia           |
| 3. España              |
| 4. Bélgica             |
| 5. Francia             |
| 6. China               |
| 7. Canadá              |
| 8. Nigeria             |
| 9. Japón               |
| 10. Turquía            |
| 11. Grecia             |
| 12. Senegal            |
| 13. Letonia            |
| 14. Corea del Sur      |
| 15. Argentina          |
| 16. Puerto Rico        |

### Máximas anotadoras
| N.º | Nombre          | Selección      | Puntos | Pts./partido | Partidos jugados |
| --- | --------------- | -------------- | ------ | ------------ | ---------------- |
| 1   | Liz Cambage     | Australia      | 143    | 23.8         | 6                |
| 2   | Emma Meesseman  | Bélgica        | 111    | 18.5         | 6                |
| 3   | Kia Nurse       | Canadá         | 109    | 18.2         | 6                |
| 4   | Astou Ndour     | España         | 99     | 14.1         | 7                |
| 5   | Breanna Stewart | Estados Unidos | 98     | 16.3         | 6                |
| 6   | Kim Mestdagh    | Bélgica        | 97     | 16.2         | 6                |
| 7   | Evelyn Akhator  | Nigeria        | 88     | 12.6         | 7                |
| 7   | Sandrine Gruda  | Francia        | 88     | 12.6         | 7                |
| 9   | Shao Ting       | China          | 82     | 11.7         | 7                |
| 10  | Endene Miyem    | Francia        | 80     | 11.4         | 7                |

Fuente: FIBA

### Equipo ideal
- Mejor jugadora del campeonato —MVP—: Breanna Stewart ( Estados Unidos).

| Posición  | Nombre          | País           |
| --------- | --------------- | -------------- |
| Ala-pívot | Breanna Stewart | Estados Unidos |
| Escolta   | Diana Taurasi   | Estados Unidos |
| Alero     | Astou Ndour     | España         |
| Ala-pívot | Emma Meesseman  | Bélgica        |
| Pívot     | Liz Cambage     | Australia      |

Fuente: FIBA